# LazPaint
LazPaint és un programa de retoc fotogràfic per a imatges rasteritzades i vectorials, molt lleuger, d'aprenentatge senzill, de codi obert i multiplataforma. Escrit en Lazarus (Free Pascal), empra la llibreria BGRABitmap. El codi de LazPaint està sota la llicència GNU GPL v3.0.

## Característiques
Suporta la majoria de formats, destacant que pot renderitzar arxius 3D de format .obj, permeten el retoc de la imatge obtinguda. Admet el treball en capes tant per a imatges rasteritzades com per a imatges vectorials, suportant els formats .ora, el propi de Paint.Net o el format SVG. Podent treballar amb MyPaint, Krita, Gimp o Inkscape.
Disposa de diferents eines de selecció. Pot fer i desfer els últims 200 canvis. Disposa d'eines d'ajustament de color i filtres comuns al programari de retoc fotogràfic.
El botó dret i les dreceres de teclat afavoreixen el flux de treball. Permet treballar des de la línia d'ordres de manera bàsica alhora que permet l'ús de scripts amb Python. És multiplataforma, treballa en GNU/Linux, Windows i MacOS.